# Vicenç Duran Comas
Vicenç Duran Comas (Badalona, 1904 - Barcelona, 1939) va ser un pagès rabassaire català.
Va ser dirigent dels pagesos rabassaires del Sindicat Agrícola de Badalona i Canyet (SABC). Durant la guerra civil va formar part del Comitè de Milícies i de Salut Pública de Badalona, i va ser encarregat de la conselleria d'Agricultura com a representant del SABC escollit l'octubre de 1936 conseller de l'Ajuntament de Badalona. Finalitzada la guerra va ser detingut, posteriorment jutjat i condemnat a mort. Va ser afusellat al Camp de la Bota.